# Haplochromis aelocephalus
Haplochromis aelocephalus är en fiskart som beskrevs av Greenwood, 1959. Haplochromis aelocephalus ingår i släktet Haplochromis och familjen Cichlidae. IUCN kategoriserar arten globalt som akut hotad. Inga underarter finns listade i Catalogue of Life.